# Stylidium pseudocaespitosum
Stylidium pseudocaespitosum este o specie de plante dicotiledonate din genul Stylidium, familia Stylidiaceae, ordinul Asterales, descrisă de Mildbraed. Conform Catalogue of Life specia Stylidium pseudocaespitosum nu are subspecii cunoscute.